# Mattheos Makkas
Mattheos Makkas (Matheus Makkas, Mathäus Makkas, gr. Μαθιός Μακκάς, ur. 1879, zm. 1965) – grecki chirurg, uczeń Jana Mikulicza-Radeckiego.
Pracował razem z Carlem Garré w Bonn, potem został profesorem chirurgii i dyrektorem Kliniki Chirurgicznej Czerwonego Krzyża w Atenach. Przypadkowe przecięcie przewodu żółciowego podczas jednej z operacji skłoniło go do napisania Fehler und Gefahren bei chirurgischen Operationen, jednej z pierwszych monografii poświęconą błędom operacyjnym.

## Wybrane prace
- Beiträge zur Chirurgie des Magencarcinoms; die in den Jahren 1891-1904, in der Mikuliczschen Klinik ausgeführten Magenresektionen (1907)
- Hernia uteri inguinalis bilateralis (1910)
- Zur provisorischen Blutstillung bei Schädeltrepanationen (1910)
- Eine grosse Blasenhernie (1933)